# Cintos község
Cintos község (románul: Comuna Ațintiș) község Maros megyében, Romániában. Központja Cintos, beosztott falvai Batizháza, Csekelaka, Istvánháza, Madavölgytanya, Marosszentjakab.

## Népessége
A 2011-es népszámlálás adatai alapján a község népessége 1575 fő volt.